# Památník v Hosby
Památník boje za svobodu (estonsky Noarootsi Vabadussõja mälestussammas) stojí ve vesnici Hosby, v obci Noarootsi, kraj Läänemaa v Estonsku.
Památník je kulturní památkou Estonska od roku 2003.

## Památník
Součástí hřbitova je památník boje za svobodu, který navrhl architekt Eugen Sakkarias a v roce 1935 postavil místní stavební inženýr Mathias Pelmas. Náklady na postavení památníku činily 937 korun, které byly získány z darů, loterie a příspěvků. Památník byl odhalen 10. června 1935. V době okupace Sovětským svazem byl v roce 1946 památník zničen. V roce 1990 obnoven a opětně odhalen 24. června 1990.

## Popis
Památník má tvar komolého jehlanu sestaveného z hrubě opracovaných kvádrů ukončený latinským křížem, který byl na památník instalován později.
Na památníku jsou uvedena jména obyvatel Hosby obětí obou světových válek. V roce 2012 byl památník opraven.